# Ligue 2 2013/14
Het seizoen 2013/14 van de Franse Ligue 2 was het 75ste seizoen van de tweede professionele Franse voetbalcompetitie die van start ging op 2 augustus 2013 en eindigde op 16 mei 2014. Titelverdediger was AS Monaco.
Aan de competitie namen twintig clubs deel. AS Nancy, Stade Brestois en Troyes AC waren voor de start van het seizoen gedegradeerd uit de Ligue 1. FC Metz, US Créteil en CA Bastia waren dan weer gepromoveerd uit de Championnat National.

## Teams
| Club                 | Plaats           | Stadion                     | Cap    | In Ligue 2 sinds | Vorig seizoen | Trainer            | Vorige trainer seizoen 2013/14 |
| -------------------- | ---------------- | --------------------------- | ------ | ---------------- | ------------- | ------------------ | ------------------------------ |
| AS Nancy             | Nancy            | Stade Marcel Picot          | 20.087 | 2013             | 18e (Ligue 1) | Pablo Correa       | Patrick Gabriel                |
| Troyes AC            | Troyes           | Stade de l'Aube             | 20.400 | 2013             | 19e (Ligue 1) | Jean-Marc Furlan   |                                |
| Stade Brestois       | Brest            | Stade Francis-Le Blé        | 15.583 | 2013             | 20e (Ligue 1) | Alex Dupont        |                                |
| SM Caen              | Caen             | Stade Michel d'Ornano       | 21.250 | 2012             | 4e            | Patrice Garande    |                                |
| Angers SCO           | Angers           | Stade Jean Bouin            | 17.061 | 2007             | 5e            | Stéphane Moulin    |                                |
| Le Havre AC          | Le Havre         | Stade Océane                | 25.178 | 2009             | 6e            | Erick Mombaerts    |                                |
| Dijon FCO            | Dijon            | Stade Gaston Gérard         | 16.009 | 2012             | 7e            | Olivier Dall'Oglio |                                |
| Nîmes Olympique      | Nîmes            | Stade des Costières         | 18.482 | 2012             | 8e            | René Marsiglia     | Victor Zvunka                  |
| AJ Auxerre           | Auxerre          | Stade l'Abbé-Deschamps      | 21.379 | 2012             | 9e            | Jean-Luc Vannuchi  | Bernard Casoni                 |
| Tours FC             | Tours            | Stade de la Vallée du Cher  | 15.827 | 2008             | 10e           | Olivier Pantaloni  |                                |
| Arles-Avignon        | Arles            | Parc des Sports             | 17.518 | 2011             | 11e           | Franck Dumas       |                                |
| RC Lens              | Lens             | Stade Bollaert-Delelis      | 41.233 | 2011             | 12e           | Antoine Kombouaré  |                                |
| FC Istres            | Istres           | Stade Parsemain             | 17.170 | 2009             | 13e           | Frédéric Arpinon   | José Pasqualetti               |
| Clermont Foot        | Clermont-Ferrand | Stade Gabriel Montpied      | 10.607 | 2007             | 14e           | Régis Brouard      |                                |
| Chamois Niortais FC  | Niort            | Stade René Gaillard         | 10.898 | 2012             | 15e           | Pascal Gastien     |                                |
| LB Châteauroux       | Châteauroux      | Stade Gaston Petit          | 17.072 | 1998             | 16e           | Jean-Louis Garcia  | Didier Tholot                  |
| Stade Lavallois      | Laval            | Stade Francis Le Basser     | 18.467 | 2009             | 17e           | Denis Zanko        | Philippe Hinschberger          |
| US Créteil-Lusitanos | Créteil          | Stade Dominique Duvauchelle | 12.050 | 2013             | 1e (National) | Jean-Luc Vasseur   |                                |
| FC Metz              | Metz             | Stade Saint-Symphorien      | 26.671 | 2013             | 2e (National) | Albert Cartier     |                                |
| CA Bastia            | Bastia           | Stade Armand Cesari         | 16.480 | 2013             | 3e (National) | Stéphane Rossi     |                                |

## Eindstand
| №  | Club             | WG | W  | G  | V  | DV | DT | +/– | Punten |
| -- | ---------------- | -- | -- | -- | -- | -- | -- | --- | ------ |
| 1  | FC Metz          | 38 | 22 | 10 | 6  | 55 | 28 | +27 | 76     |
| 2  | RC Lens          | 38 | 17 | 14 | 7  | 58 | 40 | +18 | 65     |
| 3  | SM Caen          | 38 | 18 | 10 | 10 | 65 | 44 | +21 | 64     |
| 4  | AS Nancy         | 38 | 16 | 13 | 9  | 47 | 37 | +10 | 61     |
| 5  | Chamois Niortais | 38 | 15 | 13 | 10 | 51 | 47 | +4  | 58     |
| 6  | Dijon FCO        | 38 | 14 | 15 | 9  | 53 | 42 | +11 | 57     |
| 7  | Stade Brestois   | 38 | 15 | 12 | 11 | 38 | 32 | +6  | 56     |
| 8  | Tours FC         | 38 | 15 | 10 | 13 | 63 | 56 | +7  | 55     |
| 9  | Angers SCO       | 38 | 14 | 13 | 11 | 46 | 45 | +1  | 55     |
| 10 | Troyes AC        | 38 | 15 | 7  | 16 | 56 | 44 | +12 | 52     |
| 11 | US Créteil       | 38 | 12 | 14 | 12 | 57 | 58 | –1  | 50     |
| 12 | Le Havre AC      | 38 | 11 | 15 | 12 | 43 | 43 | ±0  | 48     |
| 13 | Arles-Avignon    | 38 | 10 | 16 | 12 | 36 | 38 | –2  | 46     |
| 14 | Clermont Foot    | 38 | 10 | 15 | 13 | 31 | 38 | –7  | 45     |
| 15 | Nîmes Olympique  | 38 | 10 | 14 | 14 | 49 | 54 | –5  | 44     |
| 16 | AJ Auxerre       | 38 | 10 | 13 | 15 | 35 | 45 | –10 | 43     |
| 17 | Stade Lavallois  | 38 | 10 | 12 | 16 | 44 | 52 | –8  | 42     |
| 18 | LB Châteauroux   | 38 | 10 | 10 | 18 | 43 | 59 | –16 | 40     |
| 19 | FC Istres        | 38 | 9  | 9  | 20 | 48 | 74 | –26 | 36     |
| 20 | CA Bastia        | 38 | 4  | 12 | 22 | 21 | 63 | –42 | 24     |

|  | → Promotie naar Ligue 1 (seizoen 2014/15)                   |
|  | → Degradatie naar de Championnat National (seizoen 2014/15) |

## Statistieken

### Topscorers
- In onderstaand overzicht zijn alleen de spelers opgenomen met elf of meer treffers achter hun naam.

| №  | Naam                | Club                 | Goals | Pen. | Duels | Gem. |
| -- | ------------------- | -------------------- | ----- | ---- | ----- | ---- |
| 1  | Mathieu Duhamel     | SM Caen              | 24    | 0    | 35    | 0,69 |
| 2  | Andy Delort         | Tours FC             | 24    | 5    | 36    | 0,67 |
| 3  | Diafra Sakho        | FC Metz              | 20    | 2    | 37    | 0,54 |
| 4  | Christian Bekamenga | Stade Laval          | 18    | 0    | 37    | 0,49 |
| 4  | Emiliano Sala       | Chamois Niortais     | 18    | 6    | 37    | 0,49 |
| 6  | Ghislain Gimbert    | ESTAC Troyes         | 14    | 0    | 35    | 0,40 |
| 7  | Yeni N'Gbakoto      | FC Metz              | 14    | 0    | 37    | 0,38 |
| 8  | Jeff Louis          | AS Nancy             | 12    | 0    | 29    | 0,41 |
| 9  | Yoann Touzghar      | RC Lens              | 12    | 1    | 30    | 0,40 |
| 10 | Mohamed Yattara     | Angers SCO           | 11    | 1    | 30    | 0,37 |
| 11 | Samir Benmeziane    | Olympique            | 11    | 2    | 31    | 0,35 |
| 12 | Junior Dalé         | AC Arles-Avignon     | 11    | 1    | 34    | 0,32 |
| 13 | Faneva Andriatsima  | US Créteil-Lusitanos | 11    | 0    | 36    | 0,31 |

### Assists
- In onderstaand overzicht zijn alleen de spelers opgenomen met elf of meer assists achter hun naam.

| № | Naam               | Club                 | Assists | Duels | Gem. |
| - | ------------------ | -------------------- | ------- | ----- | ---- |
| 1 | Fayçal Fajr        | SM Caen              | 15      | 35    | 0,43 |
| 2 | Kevin Lejeune      | FC Metz              | 11      | 36    | 0,31 |
| 3 | Jean-Michel Lesage | US Créteil-Lusitanos | 11      | 37    | 0,30 |